# Kunstrijden op de Olympische Winterspelen 1998
Het kunstrijden is een van de sporten die beoefend werden tijdens de Olympische Winterspelen 1998 in Nagano. Het was de twintigste keer dat het kunstrijden op het olympische programma stond. In 1908 en 1920 stond het op het programma van de Olympische Zomerspelen. De wedstrijden vonden plaats van 8 tot en met 20 februari in de  White Ring in Mashima.

## Geschiedenis
In totaal namen 145 deelnemers (73 mannen en 72 vrouwen) uit 37 landen deel aan de vier disciplines.
Paarrijdster Peggy Schwarz nam voor de vierde keer aan de Olympische Spelen deel, in 1988, 1992 en 1994 nam ze deel met Alexander König en deze editie met Mirko Müller. Een groep van 20 deelnemers nam voor de derde keer deel: twee mannen, vier vrouwen, zeven paarrijders (alleen Danielle Carr / Stephen Carr als paar) en zeven ijsdansers (drie paren en de olympisch kampioene Oksana Grisjtsjoek). Zeven mannen, drie vrouwen, vijf paarrijders (waaronder één paar) en twaalf ijsdansers (waaronder acht paren) namen voor de tweede keer deel.
De olympisch kampioen bij de paren, de Rus Artoer Dmitrijev met Oksana Kazakova als partner, veroverde zijn derde olympische medaille. In 1992 behaalde hij eveneens de olympische titel, in 1994 de zilveren medaille, beide keren met partner Natalja Misjkoetjonok. Bij de mannen behaalden Elvis Stojko op plaats twee en Philippe Candeloro op plaats drie, de posities die ze ook in 1994 bereikten, hun tweede medaille. Bij de vrouwen stond Lu Chen net als in 1994 weer op plaats drie. Bij het ijsdansen prolongeerde het paar Oksana Grisjtsjoek / Jevgeni Platov hun olympische titel.

## Uitslagen
| Eindrangschikking |
| --- |
| Elk van de negen juryleden rangschikte de solisten/de paren per fase van hun te schaatsen programma van plaats 1 tot en met de laatste plaats. Deze rangschikking geschiedde op basis van het toegekende puntentotaal door het jurylid gegeven. De uiteindelijke rangschikking per fase geschiedde bij een meerderheidsplaatsing. Wanneer een deelnemer/paar als enige bij meerderheid als eerste was gerangschikt, kreeg deze de eerste plaats toebedeeld. Vervolgens werd voor elke volgende positie deze procedure herhaald, waarbij het aantal plaatsingen voor die positie werd bepaald door het aantal keren dat diezelfde positie of hogere positie werd behaald (dus, voor plaats 2 telden alle top 2 plaatsen, voor plaats 3 alle top 3 plaatsen, enz.). Wanneer geen meerderheidsplaatsing kon worden bepaald dan werd de procedure voor de volgende positie ingezet. Wanneer meerdere deelnemers een gelijk aantal meerderheidsplaatsingen hadden dan waren de beslissende factoren: 1) de laagste som van de meerderheidsplaatsingen, 2) laagste som van plaatsingcijfers van alle juryleden. Na elke fase werd het plaatsingcijfer per fase vermenigvuldigd met een factor: bij de solisten en paren: x0.5 (33,3%) voor de korte kür en x1.0 (66,7%) voor de vrije kür. bij het ijsdansen: x0.2 (10%) voor de verplichte figuren #1, x0.2 (10%) voor de verplichte figuren #2, x0.6 (30%) voor de originele kür en x1.0 (50%) voor de vrije kür. De som van de factorplaatsingcijfers per fase bepaalde de eindrangschikking. Wanneer meerdere solisten/paren dezelfde factorplaatsingcijfer behaalden, was het laagste plaatsingcijfer van de vrije kür beslissend. |

### Mannen
Op 12 (korte kür) en 14 februari (vrije kür) streden 29 mannen uit 24 landen om de medailles.
pc = som plaatsingcijfers per fase, pc/kk = plaatsingcijfer/korte kür (x0.5; 33,3%), pc/vk = plaatsingcijfer/vrije kür (x1.0; 66,7%),
| rang   | sporter(s)               | land | pc   | pc/kk | pc/vk |
| ------ | ------------------------ | ---- | ---- | ----- | ----- |
| Goud   | Ilia Kulik               | RUS  | 1.5  | 0.5   | 1.0   |
| Zilver | Elvis Stojko             | CAN  | 4.0  | 1.0   | 3.0   |
| Brons  | Philippe Candeloro       | FRA  | 4.5  | 2.5   | 2.0   |
| 4      | Todd Eldredge            | USA  | 5.5  | 1.5   | 4.0   |
| 5      | Aleksej Jagoedin         | RUS  | 7.0  | 2.0   | 5.0   |
| 6      | Steven Cousins           | GBR  | 10.0 | 3.0   | 7.0   |
| 7      | Michael Weiss            | USA  | 11.5 | 5.5   | 6.0   |
| 8      | Zhengxin Guo             | CHN  | 14.0 | 5.0   | 9.0   |
| 9      | Michael Tyllesen         | DEN  | 15.5 | 4.5   | 11.0  |
| 10     | Viatsjeslav Zahorodnjoek | UKR  | 16.0 | 8.0   | 8.0   |
| 11     | Ivan Dinev               | BUL  | 17.5 | 3.5   | 14.0  |
| 12     | Jeffrey Langdon          | CAN  | 18.5 | 8.5   | 10.0  |
| 13     | Szabolcs Vidrai          | HUN  | 19.0 | 6.0   | 13.0  |
| 14     | Dmitri Dmitrenko         | UKR  | 20.0 | 4.0   | 16.0  |
| 15     | Takeshi Honda            | JPN  | 21.0 | 9.0   | 12.0  |
| 16     | Igor Pasjkevitsj         | AZE  | 21.5 | 6.5   | 15.0  |
| 17     | Yamato Tamura            | JPN  | 24.5 | 7.5   | 17.0  |
| 18     | Michael Shmerkin         | ISR  | 25.0 | 7.0   | 18.0  |
| 19     | Roman Skorniakov         | UZB  | 29.0 | 10.0  | 19.0  |
| 20     | Margus Hernits           | EST  | 29.5 | 9.5   | 20.0  |
| 21     | Cornel Gheorghe          | ROU  | 31.5 | 10.5  | 21.0  |
| 22     | Patrick Meier            | SUI  | 33.0 | 11.0  | 22.0  |
| 23     | Gilberto Viadana         | ITA  | 35.0 | 12.0  | 23.0  |
| 24     | Lee Kyu-hyun             | KOR  | 35.5 | 11.5  | 24.0  |
|        |                          |      |      |       |       |
| 25     | Anthony Liu              | AUS  | 12.5 | 12.5  |       |
| 26     | Róbert Kažimír           | SVK  | 13.0 | 13.0  |       |
| 27     | David Liu                | TPE  | 13.5 | 13.5  |       |
| 28     | Yuri Litvinov            | KAZ  | 14.0 | 14.0  |       |
| 29     | Patrick Schmit           | LUX  | 14.5 | 14.5  |       |

### Vrouwen
Op 18 (korte kür) en 20 februari (vrije kür) streden 28 vrouwen uit 21 landen om de medailles.
pc = som plaatsingcijfers per fase, pc/kk = plaatsingcijfer/korte kür (x0.5; 33,3%), pc/vk = plaatsingcijfer/vrije kür (x1.0; 66,7%),
| rang   | sporter(s)          | land | pc   | pc/kk | pc/vk |
| ------ | ------------------- | ---- | ---- | ----- | ----- |
| Goud   | Tara Lipinski       | USA  | 2.0  | 1.0   | 1.0   |
| Zilver | Michelle Kwan       | USA  | 2.5  | 0.5   | 2.0   |
| Brons  | Lu Chen             | CHN  | 5.0  | 2.0   | 3.0   |
| 4      | Maria Boetyrskaja   | RUS  | 5.5  | 1.5   | 4.0   |
| 5      | Irina Sloetskaja    | RUS  | 7.5  | 2.5   | 5.0   |
| 6      | Vanessa Gusmeroli   | FRA  | 10.0 | 4.0   | 6.0   |
| 7      | Jelena Sokolova     | RUS  | 12.0 | 5.0   | 7.0   |
| 8      | Tatiana Malinina    | UZB  | 12.5 | 4.5   | 8.0   |
| 9      | Elena Liasjenko     | UKR  | 13.5 | 3.5   | 10.0  |
| 10     | Surya Bonaly        | FRA  | 14.0 | 3.0   | 11.0  |
| 11     | Joelia Lavrentsjoek | UKR  | 16.5 | 7.5   | 9.0   |
| 12     | Joanne Carter       | AUS  | 17.5 | 5.5   | 12.0  |
| 13     | Shizuka Arakawa     | JPN  | 21.0 | 7.0   | 14.0  |
| 14     | Julia Lautowa       | AUT  | 23.5 | 10.5  | 13.0  |
| 15     | Júlia Sebestyén     | HUN  | 24.5 | 9.5   | 15.0  |
| 16     | Joelija Vorobjova   | AZE  | 25.0 | 9.0   | 16.0  |
| 17     | Nicole Bobek        | USA  | 25.5 | 8.5   | 17.0  |
| 18     | Lenka Kulovaná      | CZE  | 26.0 | 8.0   | 18.0  |
| 19     | Anna Rechnio        | POL  | 26.5 | 6.5   | 20.0  |
| 20     | Laetitia Hubert     | FRA  | 27.0 | 6.0   | 21.0  |
| 21     | Alisa Drei          | FIN  | 29.0 | 10.0  | 19.0  |
| 22     | Marta Andrade       | ESP  | 34.0 | 12.0  | 22.0  |
| 23     | Mojca Kopač         | SLO  | 34.0 | 11.0  | 23.0  |
| 24     | Shirene Human       | RSA  | 35.5 | 11.5  | 24.0  |
|        |                     |      |      |       |       |
| 25     | Ivana Jakupčević    | CRO  | 12.5 | 12.5  |       |
| 26     | Helena Grundberg    | SWE  | 13.0 | 13.0  |       |
| 27     | Tony Bombardieri    | ITA  | 13.5 | 13.5  |       |
| 28     | Sofia Penkova       | BUL  | 14.0 | 14.0  |       |

### Paren
Op 8 (korte kür) en 10 februari (vrije kür) streden 20 paren uit veertien landen om de medailles.
pc = som plaatsingcijfers per fase, pc/kk = plaatsingcijfer/korte kür (x0.5; 33,3%), pc/vk = plaatsingcijfer/vrije kür (x1.0; 66,7%),
| rang   | sporter(s)                              | land | pc   | pc/kk | pc/vk |
| ------ | --------------------------------------- | ---- | ---- | ----- | ----- |
| Goud   | Oksana Kazakova / Artoer Dmitrijev      | RUS  | 1.5  | 0.5   | 1.0   |
| Zilver | Yelena Berezhnaya / Anton Sikharulidze  | RUS  | 3.5  | 1.5   | 2.0   |
| Brons  | Mandy Wötzel / Ingo Steuer              | GER  | 4.0  | 1.0   | 3.0   |
| 4      | Kyoko Ina / Jason Dungjen               | USA  | 6.0  | 2.0   | 4.0   |
| 5      | Xue Shen / Hongbo Zhao                  | CHN  | 9.0  | 4.0   | 5.0   |
| 6      | Sarah Abitbol / Stéphane Bernadis       | FRA  | 9.5  | 3.5   | 6.0   |
| 7      | Marina Eltsova / Andrei Bushkov         | RUS  | 9.5  | 2.5   | 7.0   |
| 8      | Jenni Meno / Todd Sand                  | USA  | 12.0 | 3.0   | 9.0   |
| 9      | Peggy Schwarz / Mirko Müller            | GER  | 12.5 | 4.5   | 8.0   |
| 10     | Dorota Zagórska / Mariusz Siudek        | POL  | 16.0 | 5.0   | 11.0  |
| 11     | Evgenia Filonenko / Igor Martsjenko     | UKR  | 16.5 | 6.5   | 10.0  |
| 12     | Kristy Sargeant / Kris Wirtz            | CAN  | 17.5 | 5.5   | 12.0  |
| 13     | Danielle Carr / Stephen Carr            | AUS  | 20.5 | 7.5   | 13.0  |
| 14     | Marina Khalturina / Andrei Krukov       | KAZ  | 22.0 | 8.0   | 14.0  |
| 15     | Katerina Berankova / Otto Dlabola       | CZE  | 22.0 | 7.0   | 15.0  |
| 16     | Marie-Claude Savard-Gagnon / Luc Bradet | CAN  | 22.0 | 6.0   | 16.0  |
| 17     | Sabrina Lefrançois / Nicolas Osseland   | FRA  | 25.5 | 8.5   | 17.0  |
| 18     | Inga Rodionova / Alexander Anichenko    | AZE  | 27.5 | 9.5   | 18.0  |
| 19     | Maria Krasiltseva / Alexander Chestnikh | ARM  | 28.0 | 9.0   | 19.0  |
| 20     | Marie Arai / Shin Amano                 | JPN  | 30.0 | 10.0  | 20.0  |

### IJsdansen
Op 13 (verplichte figuren), 15 (originele kür) en 16 februari (vrije kür) streden 24 ijsdansparen uit zestien landen om de medailles.
pc = som plaatsingcijfers per fase, pc/vf1 = plaatsingcijfer/verplichte figuren #1 (x0.2; 10%), pc/vf2 = plaatsingcijfer/verplichte figuren #2 (x0.2; 10%), pc/ok = plaatsingcijfer/originele kür (x0.6; 30%), pc/vk = plaatsingcijfer/vrije kür (x1.0; 50%),
| rang   | sporter(s)                                 | land | pc   | pc/vf1 | pc/vf2 | pc/ok | pc/vk |
| ------ | ------------------------------------------ | ---- | ---- | ------ | ------ | ----- | ----- |
| Goud   | Oksana Grisjtsjoek / Jevgeni Platov        | RUS  | 2.0  | 0.2    | 0.2    | 0.6   | 1.0   |
| Zilver | Anzhelika Krylova / Oleg Ovsyannikov       | RUS  | 4.0  | 0.4    | 0.4    | 1.2   | 2.0   |
| Brons  | Marina Anissina / Gwendal Peizerat         | FRA  | 7.0  | 0.6    | 0.6    | 1.8   | 4.0   |
| 4      | Shae-Lynn Bourne / Victor Kraatz           | CAN  | 7.2  | 1.0    | 0.8    | 2.4   | 3.0   |
| 5      | Irina Lobacheva / Ilia Averbukh            | RUS  | 9.8  | 0.8    | 1.0    | 3.0   | 5.0   |
| 6      | Barbara Fusar-Poli / Maurizio Margaglio    | ITA  | 12.0 | 1.2    | 1.2    | 3.6   | 6.0   |
| 7      | Elizabeth Punsalan / Jerod Swallow         | USA  | 14.0 | 1.4    | 1.4    | 4.2   | 7.0   |
| 8      | Margarita Drobiazko / Povilas Vanagas      | LTU  | 16.2 | 1.6    | 1.8    | 4.8   | 8.0   |
| 9      | Irina Romanova / Igor Jaroshenko           | UKR  | 18.4 | 1.8    | 1.6    | 6.0   | 9.0   |
| 10     | Kati Winkler / Rene Lohse                  | GER  | 19.8 | 2.2    | 2.2    | 5.4   | 10.0  |
| 11     | Sophie Moniotte / Pascal Lavanchy          | FRA  | 22.2 | 2.0    | 2.0    | 7.2   | 11.0  |
| 12     | Sylwia Nowak / Sebastian Kolasiński        | POL  | 23.4 | 2.4    | 2.4    | 6.6   | 12.0  |
| 13     | Kateřina Mrázová / Martin Šimeček          | CZE  | 26.0 | 2.6    | 2.6    | 7.8   | 13.0  |
| 14     | Galit Chait / Sergei Sakhnovski            | ISR  | 28.6 | 3.4    | 2.8    | 8.4   | 14.0  |
| 15     | Olena Hroesjyna / Roeslan Hontsjarov       | UKR  | 30.2 | 3.0    | 3.2    | 9.0   | 15.0  |
| 16     | Tatjana Navka / Nikolai Morozov            | BLR  | 32.0 | 2.8    | 3.0    | 10.2  | 16.0  |
| 17     | Diane Gerencser / Pasquale Camerlengo      | ITA  | 33.2 | 3.2    | 3.4    | 9.6   | 17.0  |
| 18     | Albena Denkova / Maksim Staviski           | BUL  | 36.0 | 3.6    | 3.6    | 10.8  | 18.0  |
| 19     | Chantal Lefebvre / Michael Brunet          | CAN  | 38.0 | 3.8    | 3.8    | 11.4  | 19.0  |
| 20     | Dominique Deniaud / Martial Jeffredo       | FRA  | 40.8 | 4.0    | 4.2    | 12.6  | 20.0  |
| 21     | Jessica Joseph / Charles Butler            | USA  | 41.4 | 4.4    | 4.0    | 12.0  | 21.0  |
| 22     | Yelizaveta Stekolnikova / Dmitry Kazarlyga | KAZ  | 44.2 | 4.6    | 4.4    | 13.2  | 22.0  |
| 23     | Aya Kawai / Hiroshi Tanaka                 | JPN  | 45.6 | 4.2    | 4.6    | 13.8  | 23.0  |
| 24     | Xenia Smetanenko / Samuel Gezolian         | ARM  | 48.0 | 4.8    | 4.8    | 14.4  | 24.0  |

## Medaillespiegel
| rang | land             | Goud | Zilver | Brons | totaal |
| ---- | ---------------- | ---- | ------ | ----- | ------ |
| 1    | Rusland          | 3    | 2      | 0     | 5      |
| 2    | Verenigde Staten | 1    | 1      | 0     | 2      |
| 3    | Canada           | 0    | 1      | 0     | 1      |
| 4    | Frankrijk        | 0    | 0      | 2     | 2      |
| 5    | China            | 0    | 0      | 1     | 1      |
| 5    | Duitsland        | 0    | 0      | 1     | 1      |
|      |                  | 4    | 4      | 4     | 12     |

Londen 1908 · 
Antwerpen 1920 · 
Chamonix 1924 · 
St. Moritz 1928 · 
Lake Placid 1932 · 
Garmisch-Partenkirchen 1936 · 
St. Moritz 1948 · 
Oslo 1952 · 
Cortina d'Ampezzo 1956 · 
Squaw Valley 1960 · 
Innsbruck 1964 · 
Grenoble 1968 · 
Sapporo 1972 · 
Innsbruck 1976 · 
Lake Placid 1980 · 
Sarajevo 1984 · 
Calgary 1988 · 
Albertville 1992 · 
Lillehammer 1994 · 
Nagano 1998 · 
Salt Lake City 2002 · 
Turijn 2006 · 
Vancouver 2010 · 
Sotsji 2014 · 
Pyeongchang 2018 · 
Peking 2022
Olympische medaillewinnaars
Alpineskiën · Biatlon · Bobsleeën · Curling · Freestyleskiën · Kunstrijden · Langlaufen · Noordse combinatie · Rodelen · Schaatsen · Schansspringen · Shorttrack · Snowboarden · IJshockey